# Melchora Aquino
Melchora Aquino de Ramos (el 6 de enero de 1812 - 2 de marzo de 1919) fue una revolucionaria filipina, también conocida como Tandang Sora (tandang deriva de matandâ, que significa "anciano" en tagalo) en la historia de las Filipinas. Fue debido a su edad, ya que la revolución filipina estalló en 1896 y ella ya tenía ochenta y cuatro años por entonces. Ganó el título Mujer Magnífica de la Revolución y Madre de Balintawak por sus contribuciones heroicas a la historia filipina.

## Vid, juventud y unión matrimonial
Aquino nació el 6 de enero de 1812 en Caloocan, Filipinas en el seno del matrimonio campesino formado por Juan y Valentina Aquino, ambos analfabetos. Sin embargo, parece que ella aprendió a leer y escribir a edad temprana y que tenía talento como cantante, animando acontecimientos locales y misas de su iglesia. La casaron con Fulgencio Ramos, un cabeza de barangay (jefe de la aldea), y tuvo seis hijos. Ramos murió cuando su hijo más joven tenía siete años, quedando Aquino al cargo de la familia.

## La Revolución
En su provincia Aquino poseía una tienda que se convertiría en un refugio para los revolucionarios enfermos y heridos. Alimentó, procuró cuidados médicos y animó a los revolucionarios con consejos y rezos maternales. Las reuniones secretas de los Katipuneros (revolucionarios) también se celebraban en su casa. Así fue merecedora de ser llamada Madre del Katipunan o revolución. Cuando la administración colonial española supo de su apoyo a los revolucionarios, la interrogaron para averiguar el paradero de Andrés Bonifacio, pero Aquino rechazó constantemente estas presiones. Fue arrestada y deportada a las islas de islas Marianas. Una vez Estados Unidos se hizo con el control de las Filipinas en 1898, Aquino, como otros exiliados, volvió a la patria, donde moriría el 2 de marzo de 1919 a la edad de 107. Sus restos mortales yacen en el cementerio público conocido como Himlayang Pilipino.
- Datos: Q464120
- Multimedia: Melchora Aquino / Q464120